# Christian Jakob Salice-Contessa
Christian Jacob Salice-Contessa, né le 21 décembre 1767 à Hirschberg, mort le 11 septembre 1825 à Liebenthal, près d'Hirschberg, est un grand commerçant, un homme politique communal et un auteur romantique silésien.
Contessa descend d'une riche famille patricienne italienne émigrée de Salò vers le lac de Côme, alors territoire autrichien, en Silésie, en 1690. Son père est grossiste en toile à Hirschberg. Contessa étudie de 1782 à 1784 au collège des Jésuites à Breslau, avant de suivre des études de commerce à Hambourg. Depuis 1793, il est chargé d'affaires de la famille à Hirschberg. En 1797, il forme, avec son ancien ami d'école Joseph von Zerboni di Sposetti une société secrète révolutionnaire luttant contre la corruption et pour la promotion de la vertu. Arrêté, il est condamné à une peine de prison avec Zerboni, en 1798. En 1812, il participe activement aux préparatifs de la guerre de libération. À la même époque, il achète un ancien monastère bénédictin à Liebenthal, près de Hirschberg, qui devient, à partir de 1814, quand son jeune frère Karl Wilhelm Salice-Contessa fait la connaissance d'Ernst Theodor Amadeus Hoffmann de lieu de rencontre fréquent du groupe romantique des frères de Saint-Sérapion. La même année, il devient président du conseil municipal de Hirschberg, Contessa obtient le titre honorifique de Kommerzienrat. Il meurt en 1825 à Liebenthal. Sa veuve vend le monastère en 1829, qui deviendra plus tard une école catholique de filles.
Dans son œuvre, il puise souvent dans les légendes silésiennes de la région de Hirschberg et dans l'histoire. Sa poésie lyrique se distingue par sa grande émotivité.

## Œuvres
- Hermann von Hartenstein. Scènes du Moyen Âge, 1793
- Alfred, pièce historique, 1809
- Dramatische Spiele und Erzählungen, 1-2, 1812-1814
- Le Lustgarten du Riesengebirge, 1823